# Stajnmyrsbäcken
Stajnmyrbäcken is een van de (relatief) kleine rivieren/beken die het Zweedse eiland Gotland rijk is. De rivier mondt uit bij de noordelijkste punt van het eiland in de Kappelhamnsviken, een baai van de Oostzee. Ze ontwatert het moeras Lilla Stajnstmyr en is daardoor grotendeels gekanaliseerd.  
Het watertje wordt alleen op de kaart van afwateringsgebieden van Noord-Gotland genoemd.